# Bernadette Ngoyisa
Bernadette Ngoyisa Mudju, née le 26 août 1982 à Kinshasa (Congo), est une joueuse de basket-ball congolaise (RDC), évoluant au poste d'intérieure.

## Biographie
Cette intérieure congolaise de 1,95 m est en train de devenir l'une des meilleures intérieures évoluant en Europe. Après des débuts à Namur, elle évolue deux saisons avec le club français de Villeneuve-d'Ascq où elle devient meilleure rebondeuse du championnat de France. Elle rejoint l'Italie pour une saison qu'elle termine avec le titre de meilleure étrangère du championnat. Elle fait ensuite un retour en France, rejoignant le club de CJM Bourges Basket pour y apporter la touche athlétique nécessaire sur la scène européenne. La campagne européenne 2006 se termine en quart de finale, éliminée par Brno lors du match d'appui à Bourges.
À la suite de cette saison, elle rejoint de nouveau l'Italie, à Famila Schio. Elle y remporte le titre de championne d'Italie, en 2008, et sur la scène européenne, elle remporte l'EuroCup lors de cette même saison 2008.
Elle rejoint ensuite un troisième club français, Union Hainaut Basket. Malgré les déboires de ce dernier club, elle est sélectionnée dans l'équipe du « Reste du monde » lors du All Star Game de l'Euroligue féminine de basket-ball 2008-2009.
Après la blessure de Doriane Tahane (rupture des ligaments du genou), elle signe pour trois ans avec Nantes-Rezé, mais elle contracte la même blessure à la fin du premier match de championnat alors qu'elle avait été élue meilleure joueuse de la rencontre.
Elle renoue avec la compétition en avril 2015 en Ligue 2 en tant que joker médical d'Aminata Nar Diop à Roche Vendée Basket Club, puis suit la progression du club en LFB. Elle accompagne la progression du club avec le titre de champion de LF2 lors de la saison 2016-2017, elle reste au club et contribue à la qualification en Eurocoupe du club en 2019-2020 pour sa dernière saison.

## Club
2001-2002 :  Feminamur
2002-2004 :  Villeneuve-d'Ascq
2004-2005 :  Polisportiva Ares Ribera
2005-2006 :  Bourges Basket
2006-2008 :  Famila Schio
2008-2009 :  Union Hainaut Basket
2009-2010 :  Famila Schio
2010-2013 :  Nantes-Rezé Basket 44
2014-2020 :  Roche Vendée Basket Club

### WNBA
- 2005 : Liberty de New York
- 2005 : Silver Stars de San Antonio
- 2006 : Sky de Chicago
- 2008 : Fever de l'Indiana

## Palmarès

### Club
compétitions internationales
- Vainqueure de EuroCup: 2008[1]

compétitions nationales
- Vice-Championne WNBA avec l’équipe du Liberty de New York : 2002
- Championne de France : 2006[1]
- Vainqueur du tournoi de la Fédération : 2006[1]
- Coupe de France féminine de basket-ball : 2006[1]
- Championne d'Italie: 2008[1]
- Championne de Ligue 2 en 2017[7].

### Distinction personnelle
- 2005 : meilleure joueuse étrangère du championnat italien[1]